# Morochata (plaats)
Morochata (Quechua: Muruchata) is een plaats in het departement Cochabamba, Bolivia. Het is de hoofdplaats van de gelijknamige gemeente, gelegen in de Ayopaya provincie. 
In de gemeente Morochata spreekt 96.6 procent van de bevolking Quechua.

## Bevolking
| Jaar | Populatie |
| ---- | --------- |
| 1992 | 491       |
| 2001 | 504       |
| 2012 | 584       |